# Daniel González Güiza
Daniel González Güiza és un futbolista professional andalús, nascut a Jerez de la Frontera, que juga com a davanter a la UD Roteña.

## Biografia
Encara en edat juvenil, el RCD Mallorca va pagar un gran traspàs per a incorporar-lo als seus equips inferiors, encara que problemes personals que afectaven el seu rendiment, i dels quals en els últims temps s'ha recuperat, van interrompre la seva gran progressió ascendent.
Després de jugar cedit sense èxit en equips com el Recreativo de Huelva i el FC Barcelona B, s'incorporà en la temporada 2004-05 al Ciutat de Múrcia, de segona divisió. En l'equip murcià es destapa com un gran golejador, aconseguint un important traspàs per 800.000 euros al Getafe Club de Futbol per a la temporada 2005-06, on també milita en la temporada 2006-07 en la qual arriba a jugar la final de la Copa del Rei contra el Sevilla FC.
La temporada 2007-08 fou traspassat al Reial Mallorca, on realitzà una magnífica temporada marcant 27 gols en 37 partits, fet que el convertí en el màxim golejador de la lliga espanyola i Bota de Plata; convertint-se en el jugador del Mallorca que més gols ha marcat en una temporada.
Al juliol del 2008 va fitxar pel Fenerbahçe SK turc per uns 15 milions d'euros, on jugarà durant quatre temporades a les ordres de Luis Aragonés.

### Selecció estatal
El dia 9 de novembre del 2007, fou inclòs en una convocatòria de la selecció espanyola per a disputar dos partits de classificació per a l'Eurocopa 2008.
El seu debut es produí el 21 de novembre del 2007, en un partit que Espanya jugà a Gran Canària contra Irlanda del Nord. Marcà el seu primer gol amb la selecció el 18 d'abril del 2008 en un partit contra Grècia a l'Eurocopa 2008.

#### Gols amb la selecció espanyola
| #  | Data                | Estadi                            | Rival       | Gol marcat | Resultat final | Competició               |
| -- | ------------------- | --------------------------------- | ----------- | ---------- | -------------- | ------------------------ |
| 1. | 18 de juny del 2008 | Wals Siezenheim Stadium, Salzburg | Grècia      | 1 - 2      | 1 - 2          | Eurocopa 2008            |
| 2. | 26 de juny del 2008 | Ernst Happel Stadion, Viena       | Rússia      | 0 - 2      | 0 - 3          | Eurocopa 2008            |
| 3. | 9 de juny del 2008  | Estadi Tofiq Bəhramov, Bakú       | Azerbaidjan | 0 - 5      | 0 - 6          | Amistós                  |
| 4. | 29 de juny del 2008 | Royal Bafokeng, Rustenburg        | Sud-àfrica  | 1 - 1      | 3 - 2          | Copa Confederacions 2009 |
| 5. | 29 de juny del 2008 | Royal Bafokeng, Rustenburg        | Sud-àfrica  | 2 - 1      | 3 - 2          | Copa Confederacions 2009 |

## Palmarès
| Títol         | Club    | País           | Any  |
| ------------- | ------- | -------------- | ---- |
| Eurocopa 2008 | Espanya | Àustria-Suïssa | 2008 |

### Distincions individuals
| Distinció       | Any  |
| --------------- | ---- |
| Trofeu Pitxitxi | 2008 |
| Trofeu Zarra    | 2008 |
| Bota de Plata   | 2008 |